# كأس فرنسا 2021–22
كأس فرنسا 2021–22 (بالفرنسية: Coupe de France de football 2021–22) هي الموسم 105 من مسابقة الكأس الرئيسية لكرة القدم في فرنسا . تم تنظيم المسابقة من قبل الاتحاد الفرنسي لكرة القدم (FFF) وكانت مفتوحة لجميع الأندية في كرة القدم الفرنسية ، وكذلك الأندية من المقاطعات والأقاليم الخارجية (غوادلوب ، غيانا الفرنسية ، مارتينيك ، مايوت ، كاليدونيا الجديدة ، تاهيتي ، ريونيون ، سان مارتن ، وسان بيير وميكلون).
عادت المنافسة إلى حد كبير إلى شكل 2019-20 بعد التغييرات التي طرأت على الموسم الماضي بسبب جائحة كوفيد-19 في فرنسا . ومع ذلك، في 21 أكتوبر 2021، أُعلن أن كاليدونيا الجديدة لن تكون ممثلة في المسابقة بسبب الوضع في تلك المنطقة.
كان باريس سان جيرمان هو حامل اللقب، لكنه خرج من دور الستة عشر على يد نيس بركلات الترجيح . في المباراة النهائية التي أقيمت يوم 7 مايو، تغلب نانت على نيس بنتيجة 1-0 ليحصد لقبه الرابع في كأس فرنسا.  